# Rafael Egusquiza
Rafael de Egusquiza y Basterra, meglio noto come Rafael Egusquiza (Bilbao, 14 luglio 1935 – Getxo, 1º giugno 2017), è stato un hockeista su prato spagnolo di origine basca.

## Palmarès
- Giochi olimpici

Roma 1960: bronzo.